# Costa Caird

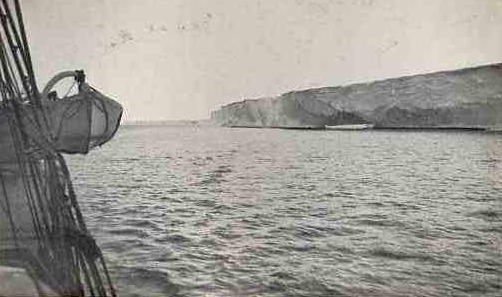
Os penhascos de gelo transparentes da Costa Caird como vistos pela Expedição de Shackleton em janeiro de 1915.

A Costa Caird é a parte da costa da Terra de Coats situada entre o término da Geleira Stancomb-Wills, em 20º00´W, e a vizinhança da Geleira Hayes, em 27º54´W. Shackleton a batizou com o nome de Sir James Key Caird, patrono da expedição.
Em dezembro de 1914 e janeiro de 1915, como parte da mal-destinada Expedição Transantártica Imperial britânica, Ernest Shackleton continuou a exploração em direção ao sul, se unindo à descoberta de Bruce para concluir o que Wilhelm Filchner tinha descoberto a partir da Deutschland em 1912.